# 區慶祥
區慶祥（英語：Thomas Au Hing-cheung，1963年—），香港法律專業人士。1998年在香港獲認許為大律師，於天博大律師事務所（Temple Chambers）執業。2009年獲委任為香港高等法院原訟法庭法官，2019年1月獲委任為香港高等法院上訴法庭法官。區慶祥曾為公民黨創黨成員，引起非全職法官能否參與政治組織的爭議，數月後區慶祥宣佈退黨。

## 簡歷
- 中學就讀聖士提反書院
- 1980年代 香港理工學院物理治療師
- 1996年 香港大學法學士學位
- 1997年 牛津大學民事法學士學位
- 1998年 香港大學法學專業證書
- 1998年 香港大律師資格
- 2007年 香港區域法院法官
- 2009年 高等法院原訟法庭法官
- 2019年 香港高等法院上訴法庭法官

## 司法生涯
區慶祥曾處理多宗具爭議性的案件，包括2011年回流夫婦兒子居港權案、2016年香港立法會宣誓風波的司法覆核、梁國雄剪髮案、陳浩天的選舉呈請和「831決定」的司法覆核案。